# وصلة مسمار ربط

وصلة مسمار ربط

وصلة مسمار ربط أو وصلة مسمار ملولب من أكثر العناصر شيوعًا في تصميم الإنشاءات والآلات. تتكون من مثبتات (أو مربطات) تثبت القطع الأخرى وتصل بينها، ويؤمَّن عملها بتزاوج أسنان اللولب.
هناك نوعان أساسيان من تصاميم وصلات مسامير الربط: مسامير الشد ومسامير القص.
في مسمار الشد، يصمَّم المسمار والعناصر المثبَّتة في الوصلة لنقل حمل شد مطبق عبر الوصلة عن طريق العناصر المثبتة مع بعضها من خلال تصميم ذي توازن مناسب بين صلابة الوصلة وصلابة المسمار. يجب تصميم الوصلة بحيث لا يتغلب حمل قوى الشد الخارجية التي تحاول فصل الوصلة على حمل الوصل. إذا تغلبت القوى الخارجية على قوى الوصل (التحميل المسبق للمسمار أو الشد الابتدائي للمسمار) ستنفصل عناصر الوصلة المتصلة سامحةً بالحركة النسبية للعناصر.
ينقل النوع الثاني من مسامير الربط الحمل المطبق على قص محور المسمار ويعتمد على مقاومة القص للمسمار. أحمال الشد على هذه المسامير مجرد أحمال عرَضية. يطبق التحميل المسبق أيضًا لكن اعتبار مرونة الوصلة ليس مفصليًّا كما في حالة نقل الحمل عبر الوصلة من خلال الشد. لا تطبق أنواع أخرى من الوصلات العاملة على القص حملًا ابتدائيًّا على المسمار إذ تصمَّم بحيث تسمح بدوران الوصلة حول المسمار، لكنها تستخدم طرقًا أخرى للمحافظة على وثوقية الوصلة/المسمار. من بين الوصلات التي تسمح بالدوران الوصلة المفصلية، وتعتمد على آليات إقفال (مثلًا رنديلات الإقفال، لواصق اللوالب، صواميل الإقفال).
يوفر التصميم الصحيح للوصلة والتحميل الابتدائي للمسمار خاصياتٍ مفيدةً:
- لا تخضع وسيلة التثبيت (أو المربطة) في أحمال الشد الدورية إلى شدة الحمل بأكملها: كنتيجة لذلك، يزداد عمر التعب لوسيلة التثبيت أو يزداد عمرها بشكل غير محدد.[1]
- طالما أن أحمال الشد الخارجية على وصلة لا تتجاوز حمل الوصل، لا تخضع وسيلة التثبيت لحركة قد تحلها، وهنا تزول الحاجة إلى وسائل الإقفال. (هذا خاضع للشك في حال التعرض لاهتزازات ميكانيكية).
- لأجل الوصلة العاملة على القص، تمنع قوة وصل ملائمة مطبقة على عناصر الوصلة كلًّا من حركة هذه العناصر والاهتراء الناتج عن الحت لتلك العناصر التي قد يظهر فيها نمو شقوق (أو صدوع) ناتجة عن إجهاد التعب.

في كل من حالتي تصميم مسامير الرقص ومسامير الشد، يكون وجود قدر ما من الشد الابتدائي على المسمار وما ينتج عنه من انضغاط ابتدائي في العناصر المتصلة جوهريًّا لوثوقية الوصلة. يمكن الوصول إلى الحد المطلوب من التحميل الابتدائي عبر عدة أنواع من الطرق: تطبيق عزم دوران مقاس على مسمار الربط، قياس تمدد مسمار الربط، تسخين المسمار لتمديده ثم إحكام شد الصامولة، تطبيق العزوم على مسمار الربط حتى حد الخضوع (حد الانسياب)، الاختبار بالموجات فوق الصوتية، أو بتطبيق عدد ما من درجات الحركة النسبية الدورانية للعناصر المتداخلة لولبيّا. لكل طريقة مجموعة من المشاكل المرافقة لها، بعضها أساسي جدًّا.

## النظرية
عادةً، يُشد مسمار الربط (يُحمّل مسبقًا) بتطبيق عزم إما على رأس المسمار أو على الصامولة. يسبب العزم المطبق «تسلق» مسمار الربط للسن اللولبي مسببًا شدًّا على مسمار الربط وانضغاطًا مكافئًا على العناصر المثبتة بواسطة مسمار الربط. يتبع الحمل الابتدائي الناشئ عن العزم المطبق في المسمار لكل من قطر مسمار الربط، والشكل الهندسي لأسنان اللولب، ومعاملات الاحتكاك الموجودة في الأسنان وتحت رأس المسمار أو الصامولة. لا تتعلق صلابة (جساءة) العناصر المرتبطة عن طريق مسمار الربط بالحمل المسبق الناتج عن العزم. لكن الصلابة النسبية لمسمار الربط وعناصر الوصلة تحدد جزء حمل الشد الخارجي الذي سيحمله المسمار والذي يحدد بدوره التحميل الابتدائي المطلوب لمنع انفصال الوصلة ويسعى بهذه الطريقة لتقليل مجال الإجهاد الذي يتعرض له المسمار مع تكرار تطبيق حمل الشد. هذا يحدد تحمل مسمار الربط عند خضوعه لأحمال شد دورية. تمنع المحافظة على تحميل ابتدائي كافٍ أيضًا الانزلاقَ النسبي بين عناصر الوصلة التي قد تنتج اهتراء حت يمكن أن ينتج تحطمًا ناتجًا عن التعب لتلك القطع.
حمل الربط، ويدعى أيضًا التحميل الابتدائي لوسيلة التثبيت (المربطة)، ينشأ عند تطبيق عزم فتل، وكذلك ينشأ حمل شد ابتدائي يشكل عمومًا نسبةً معتدًّا بها من حد الخضوع (حد الانسياب). تصنع وسائل التثبيت بحيث تحقق معايير متعددة تحدد -بين أشياء أخرى- مقاومةَ تلك الوسائل. تتوافر جداول العزم لتحديد العزم المطلوب لوسيلة تثبيت ما بناءً على رتبة خاصيتها (دقة التصنيع والخلوصات) والدرجة (مقاومة الشد).
عند فتل وسيلة تثبيت، ينشأ حمل شد ابتدائي في مسمار الربط وحمل ضغط ابتدائي في القطع الموصولة. يمكن نمذجة هذا بشكل مجموعة شبه نابضية تمتلك توزعًا مفترضًا للانفعال الانضغاطي في عناصر الوصلة المثبتة معًا. يحرر تطبيق حمل شد خارجي الانفعالات الانضغاطية الناشئة عن التحميل الابتدائي في العناصر المرتبطة، ومن هنا يوفر الحمل الابتدائي المطبق على عناصر الوصلة المضغوطة مسارًا لحمل الشد الخارجي (عبر الوصلة) غير المسار عبر المسمار. في وصلة مصممة بشكل جيد، ربما يمر 80-90% من الحمل الشد المطبق خارجيًّا عبر الوصلة والباقي عبر المسمار. ينقص هذا حمل التعب المؤثر على مسمار الربط.
عندما تكون القطع المثبتة أقل جساءة (صلابة) من وسيلة التثبيت (تلك التي تستخدم حشايا -أو جوانات- طرية مضغوطة على سبيل المثال)، ينهار هذا النموذج وتخضع وسيلة الربط لحمل شد هو مجموع الشد الابتدائي وحمل الشد الخارجي.
في بعض التطبيقات، تصمم الوصلات بحيث تنهار وسيلة التثبيت في النهاية قبل عناصر أخرى أكثر تكلفة. في هذه الحالة، استبدال وسيلة تثبيت أعلى مقاومة بوسيلة التثبيت الموجودة يمكن أن يؤدي إلى ضرر في التجهيزات. وبالتالي، فإن استبدال وسائل التثبيت الجديدة بالقديمة ذات الدرجة نفسها أمر جيد بشكل عام.

## آليات الإقفال
تمنع آليات الإقفال وصلات مسامير الربط من أن تنحل. وهي مطلوبة عندما تؤدي الاهتزازات أو تحرك الوصلة إلى خسارة في حمل الوصل وإلى انهيار الوصلة، وضرورية في المعدات التي يكون فيها تأمين الوصلات المسمارية أمرًا ضروريًّا. من الاختبارات المنتشرة لسلوك الانحلال الذاتي هو اختبار جنكر الألماني.
- صواميل الإقفال: صامولتان، محكمتا الربط فوق بعضهما البعض. في هذا التطبيق يجب وضع صامولة أرق بشكل ملاصق للوصلة، ووصلة أسمك مربوطة فوقها. تطبق الصامولة الأسمك قوة أكبر على الوصلة، محررةً في البداية القوة على أسنان لولب الصامولة الأرق ومن ثم مطبقةً قوة في الاتجاه المعاكس. بهذه الطريقة تضغط الصامولة الأسمك بقوة على جهة أسنان اللولب المعاكسة للوصلة (الجهة الخارجية)، في حين تضغط الصامولة الأرق على جانب أسنان اللولب الأقرب إلى الوصلة، وذلك يقفل بإحكام الصامولتين على أسنان اللولب في كلا الجهتين.[2]
- الإقفال الاحتكاكي لأسنان اللوالب: يركب عنصر مضاف على الأسنان الداخلية (سواءً المعدنية أو غير المعدنية، مثل الصامولة النايلونية) أو تركب سدة/ رقعة من مادة غير معدنية على الأسنان الخارجية. هذه المادة تلتصق بأسنان وسيلة التثبيت المقابلة لها بقوة احتكاكية وتخلق عزم فتل فائق، يقاوم انحلال أو تراجع إحكام وسيلة التثبين.[3]
- مركبات الإقفال الكيميائي: يُحكِم استخدام مركب إقفال كيميائي ربط الأسنان اللولبية مع بعضها عند معالجة المركب. تتضمن الأمثلة على تلك المركبات المركبات اللاهوائية كاللوكتيت، الذي يعالج في غياب الأكسجين ويتصرف كلاصق لإقفال أسنان الوصلة معًا. تنشئ وسائل الإقفال الكيميائي احتكاكًا بعد عزم الانفصال (تحرر الوصلة). عادةً ما يكون عزم التغلب أكبر من الصفر بما أن البوليمر المعالج يظل ينشئ احتكاكًا عند فتل الصامولة.[3]